# Bartoušov (výhybna)
Bartoušov  (nebo též Výh Bartoušov) je výhybna, která se nachází v obci Jičíněves na katastrálním území Bartoušov u Jičíněvsi. Nachází se v km 31,164 trati Nymburk–Jičín mezi zastávkami Bartoušov zastávka a Jičíněves, přičemž přímo v obvodu výhybny se nachází zastávka Žitětín.

## Historie
V roce 2020 vypsala Správa železnic výběrové řízení na výstavbu výhybny, jejímž hlavním účelem bylo přeložení křižování osobních vlaků z Kopidlna právě do této výhybny, což mělo zkrátit jízdní dobu osobních vlaků Nymburkem a Jičínem o 10 až 13 minut. Výhybna byla zprovozněna v listopadu 2021, původní zastávka byla přestavěna a přejmenována na Žitětín.

## Popis výhybny
Výhybna je vybavena elektronické stavědlem ESA 11, které ovládá místně výpravčí z dopravní kanceláře výhybny. Staniční zabezpečovací zařízení umožňuje zavedení výluky dopravní služby.
Výhybna se skládá ze dvou obvodů: Bartoušov a Žitětín, hranicí mezi obvody je cestové návěstidlo Lc1a. Ve výhybně jsou v obvodu Bartoušov dvě dopravní koleje: č. 1 o užitečné délce 104 m a č. 3 o užitečné délce 98 m. Ve výhybně jsou dvě výhybky s elektromotorickým přestavníkem vybavené ohřevem.
V obvodu Žitětín je zřízeno se v km 31,383 nachází nástupiště zastávky Žitětín, v tomto obvodu je rovněž trať kříží silnice I/32 pomocí přejezdu P4627 zabezpečený světelným přejezdovým zabezpečovacím zařízením se závorami.
Jízdy vlaků v přilehlých traťových úsecích, tj. do Kopidlna a Jičína, jsou zabezpečovány telefonickým dorozumíváním.